# César Luis Menotti
César Luis Menotti   (Rosario, 5 de novembre de 1938 - Buenos Aires, 5 de maig de 2024) de renom El Flaco, va ser un futbolista i entrenador argentí. Jugava de davanter (de vegades de migcampista) i el seu primer equip va ser Rosario Central. Fou entrenador del FC Barcelona i del CA Peñarol, tot i que com a director tècnic va assolir el cim de la seva carrera quan va guiar la selecció del seu país a guanyar per primer cop el Mundial de futbol el 1978.
Menotti va destacar sempre per ser un teòric del futbol favorable a un joc tècnic, de possessió i estètic, en el qual les bones maneres i l'espectacle són elements imprescindibles. Va ser capdavanter d'una manera de veure el futbol, davant l'escola representada per Carlos Salvador Bilardo, que prioritzava l'obtenció de resultats abans que qualsevol lirisme respecte del joc i es basa en el treball i l'entrenament amb els jugadors.

## Biografia i carrera esportiva
Abans del debut en el futbol professional, va jugar un parell d'anys (entre 1958 i 1959) a la província de Còrdova, al Club Argentino de Marcos Juárez. Després va passar a Rosario Central, on va jugar 6 partits al filial, i el 1960 li arribà l'oportunitat de jugar al primer equip. El seu debut a la Primera divisió argentina es produí el 3 de juliol de 1960 en el Rosario Central 3 - 1 Boca Juniors. Menotti va romandre en el club al llarg de quatre temporades.
La temporada 64-65 jugà amb el Racing Club.
El 1965 fitxà pel Club Atlético Boca Juniors, equip amb el qual guanyà una Lliga en la seva primera temporada.
El 1967 marxà als Estats Units per jugar amb l'equip novaiorquès The Generals (Generals de Nova York).
El 1968 anà a jugar al Brasil. Allà hi romangué dues temporades jugant amb el Santos. Amb el conjunt de Pelé, hi guanyà el Campionat Paulista de 1968. Més tard, fitxà pel Clube Atlético Juventus de São Paulo, on es va retirar com a futbolista en acabar la temporada 69-70.
La seva carrera com a entrenador de futbol va començar el 1970 al Newell's Old Boys com a segon entrenador, auxiliant un altre tècnic recordat: el "Gitano" Juárez.
La temporada 72-73 va entrenar el Club Atlético Huracán, aconseguint guanyar una Lliga argentina (Torneig Metropolità 1973). Aquest títol va ser el primer i únic en la història obtingut per l'Huracà en l'era del professionalisme (1931-al present). D'aquell equip campió es recorda no només el títol aconseguit, sinó l'espectacular forma d'entendre el joc per part de cadascun dels seus jugadors, entre qui van sobresortir Roque Avallay, Alfio Basile, René Houseman, Jorge Carrascosa, Omar Larrosa, Miguel Brindisi i Carlos Babington. En aquesta temporada els homes dirigits per Menotti van obtenir fins i tot un destacat marcador davant de Boca Juniors, equip al qual van guanyar per 5 a 0. Alguns dels integrants d'aquest planter foren després campions del món el 1978.
El 1974, mercès a la gran campanya realitzada amb Huracán, esdevingué el seleccionador del seu país. Amb la selecció argentina es va proclamar campió de la Copa Mundial de Futbol de 1978, celebrada precisament a l'Argentina.
El 1980 va obtenir el premi Konex a la disciplina d'esports; aquell mateix any va escriure el llibre Fútbol - Juego, deporte y profesión (Futbol - Joc, esport i professió). El 1978 ja s'havia publicat un llibre escrit per Menotti anomenat Cómo gané el mundial (Com vaig guanyar el mundial), on l'entrenador explicava els mètodes utilitzats per obtenir el primer triomf argentí en un torneig mundial.
A mitjan temporada 82-83 va fitxar pel FC Barcelona per substituir Udo Lattek a la banqueta. El seu debut com a entrenador en la Primera divisió espanyola es va produir el 12 de març de 1983 en el partit FC Barcelona 1 - 1 Betis. En aquella primera temporada va guanyar la Copa del Rei, la Copa de la Lliga i la Supercopa d'Espanya. Menotti va romandre a la banqueta blaugrana una temporada més amb resultats mediocres.
Més tard, el 1986, comença a entrenar a Boca Juniors. Amb una sola ronda de campionat en va tenir prou per aconseguir amb Boca un bon repunt que el va portar a ser finalment quart en el torneig, que acabà guanyant Rosario Central.
També va escriure un llibre: Fútbol sin trampa ("Futbol sense trampa" conjuntament amb Ángel Cappa.
La temporada 87-88 entrenà l'Atlètic de Madrid però no aconseguí finalitzar el seu contracte, ja que en la jornada 29 va ser acomiadat per Jesús Gil per la irregular trajectòria de l'equip; això sí, va donar una gran satisfacció a l'afició matalassera, en golejar per 4 a 0 a l'Estadi Santiago Bernabéu al Reial Madrid, en el derbi madrileny.
El 1989 torna al seu país per a entrenar el River Plate, però tampoc no hi finalitzà el campionat pels mals resultats. Un any més tard marxà a l'Uruguai per asseure's a la banqueta de CA Peñarol, on no aconseguí obtenir bons resultats i fou novament acomiadat.
L'agost de 1991 va ser nomenat tècnic de la selecció de futbol de Mèxic, càrrec que va ocupar durant un any i mig, en què va contribuir al desenvolupament futbolístic dels jugadors mexicans, entre els qui destacaven Alberto Garcia Aspe, Jorge Campos i Carlos Hermosillo.
En acabar la seva etapa com a seleccionador es va dedicar a treballar com a comentarista en diverses cadenes de televisió, i el 1993 tornà a les banquetes per dirigir novament el Boca Juniors, on hi realitzà una campanya irregular.
El 1996 va començar a dirigir el Club Atlético Independiente durant una temporada en què va aconseguir el subcampionat de lliga.
L'any següent va provar sort al Calcio italià dirigint el Sampdoria, però fou destituït per mals resultats després de vuit jornades de lliga, i tornà a la banqueta de l'CA Independiente, equip en el qual va romandre fins al 1999, sense tenir-hi tamboc grans resultats. Després d'això, va treballar com a comentarista per a diversos mitjans de comunicació.
El 2002, dirigí el seu club de sempre, Rosario Central. Després d'un començament devastador, en el qual el conjunt canalla guanyà 5 dels seus primers 6 partits (alguns d'ells per golejada, i el Clàssic rosarí contra Newell's a la 6a jornada i de visitant, cosa que no aconseguia des de 1980) l'equip acumulà 9 partits sense victòries, de manera que fou acomiadat després de la 15a jornada, en què patí una derrota com a local davant d'Estudiantes per 2 a 1.
El 2005 tornà al Club Atlético Independiente sense massa sort, ja que va decidir renunciar pels mals resultats de l'equip, que en els vuit partits que va dirigir va aconseguir 2 triomfs, 3 empats i 4 derrotes.
El 2006 i 2007 va passar pel futbol mexicà, dirigint el Puebla FC i els Tecos de la UAG clubs en els quals tampoc no va obtenir bons resultats.
El dia 13 de març de 2011, Menotti va ser ingressat a l'Hospital Italiano de Buenos Aires, a causa d'una greu afecció cardíaca provocada per la seva addicció al tabac.

### Selecció Argentina
Com a jugador ha estat internacional amb la selecció de futbol de l'Argentina; el seu debut com a internacional es va produir el 1963.
Més tard, després del fracàs de la selecció argentina al Mundial de futbol de la RFA de 1974, Menotti en fou nomenat seleccionador. El seu debut com a seleccionador es va produir el 12 d'octubre de 1974 en el partit Argentina 1 - 1 Espanya.
El seu objectiu principal era aconseguir un Mundial de futbol, i el 1978 Argentina tenia una bona oportunitat, ja que la Copa del Món de Futbol de 1978 se celebrava a casa. Menotti, que abans de l'inici del campionat va tenir problemes amb alguns equips que pretenien emportar-se els seus jugadors, va aconseguir proclamar la selecció argentina campiona en derrotar a la final la selecció de futbol dels Països Baixos per tres gols a un. Va ser el primer títol mundial en la història de la selecció argentina.
Un any més tard Menotti va sol·licitar entrenar també l'equip juvenil de l'Argentina al Mundial del Japó. Amb aquest equip va aconseguir proclamar-se campió del Món Juvenil (sub-19) amb Maradona com a figura del campionat.
Menotti va abandonar el càrrec de seleccionador després de la Copa del Món de Futbol de 1982 a Espanya, en la qual l'Argentina no va passar de segona ronda.

## Trajectòria

### Com a entrenador
- Newell's Old Boys (segon entrenador) - (1971)
- CA Huracán - (1972- 1973)
- Selecció de futbol de l'Argentina - (1974- 1982)
- Futbol Club Barcelona - (1983- 1984)
- Boca Juniors - (1986- 1987)
- Atlètic de Madrid - (1987- 1988)
- River Plate - (1989)
- CA Peñarol - (1990- 1991)
- Selecció de futbol de Mèxic - (1991- 1992)
- Boca Juniors - (1993- 1994)
- CA Independiente - (1996- 1997)
- Sampdoria - (1997)
- CA Independiente - (1997- 1999)
- Rosario Central - (2002)
- CA Independiente - (2005)
- Puebla (assessor) - (2006)
- Tecos de la UAG - (2007)
- CA Independiente (mànager) - (2009-2010)

## Títols com a jugador

### En clubs
- 1 Campionat argentí - (Boca Juniors 1965)
- 1 Campionat Paulista - (Santos 1968)

## Títols com a entrenador

### En clubs
- 1 Campionat Metropolità - (CA Huracán 1973)
- 1 Copa del Rei - (FC Barcelona 1982- 1983)
- 1 Copa de la Lliga - (FC Barcelona, 1982-1983)
- 1 Supercopa d'Espanya - (FC Barcelona 1983)

### Amb la selecció nacional
- 1 Copa del Món de Futbol - (Selecció argentina 1978)
- 1 Campionat del Món de Futbol sub-20 - (Selecció argentina Sub20 1979)

## Participacions en Copes del Món (2)
Menotti ha participat en la Copa del Món de Futbol de l'Argentina de 1978 (7 partits) i en la Copa del Món de Futbol d'Espanya de 1982 (5 partits) com a seleccionador de la selecció Argentina.
Es va proclamar campió del Mundial de 1978. En total va dirigir la seva selecció durant 12 partits en els dos Mundials. El seu balanç van ser de 7 victòries, 1 empat i 4 derrotes, dues d'elles davant Itàlia.
| Mundial                        | Seu       | Resultat    |
| ------------------------------ | --------- | ----------- |
| Copa del Món de Futbol de 1978 | Argentina | Campió      |
| Copa del Món de Futbol de 1982 | Espanya   | Segona fase |